# 岡谷惣助 (9代目)
岡谷 惣助（おかや そうすけ、嘉永4年2月7日（1851年3月9日） - 昭和2年（1927年）2月8日）は、日本の実業家。愛知銀行や岡谷鋼機の設立者。第百三十四国立銀行頭取や、貴族院多額納税者議員等も務めた。

## 来歴・人物
尾張国名古屋出身。家業の金物業を引き継いで再建にあたるとともに、為替なども扱い、1878年第百三十四国立銀行初代頭取。1896年には愛知銀行を設立して初代頭取に就任した。
1909年（明治42年）愛知県多額納税者として補欠選挙で貴族院多額納税者議員に互選され、同年1月29日に就任し、1911年（明治44年）9月28日まで1期在任。
1909年家業を法人化して岡谷合資、岡谷保産合名を設立。

## 親族
十代目岡谷惣助は三男。娘のつるは西村治兵衛14代の長男（治兵衛15代) の妻。妹のみつの夫は伊藤祐昌、娘の貞の夫は伊藤祐民（祐昌の四男）。